# Dächsel
Dächsel, im 16./17. Jahrhundert auch Dexel, ist ein Familienname.

## Herkunft und Bedeutung
Der Name rührt von einer alten sächsischen bzw. oberlausitzer Pfarrersfamilie her, deren direkte Stammreihe mit Christopherus Dexel (1561–1610), Notarius publicus („öffentlicher Schreiber“) in Freiberg, und dessen Sohn Gottfried Dexel (1593–1661), Pfarrer in Dorfchemnitz im Landkreis Mittelsachsen (1617–1630), beginnt. Gottfrieds Enkel Johann Dächsel (1676–1729), Pfarrer in Frankenthal im Landkreis Bautzen, war in zweiter Ehe mit Johanna Lessing (1690–1770) verheiratet, einer Tante des Dichters Gotthold Ephraim Lessing; Johannas Vater und des Dichters Großvater waren Brüder. Auch der Schriftsteller Karl May ist ein Nachfahre des Gottfried Dexel.

## Namensträger
- August Dächsel (1818–1901), evangelischer Theologe und Pfarrer in Niederschlesien
- Bernhard Dächsel (1823–1888), preußischer Justizrat, Vormund des Philosophen Friedrich Nietzsche
- Theobald Dächsel (1855–1940), evangelischer Theologe, Pfarrer und Superintendent in Niederschlesien

## Sonstiges
Dächsel bzw. Dexel ist auch die Bezeichnung eines Querbeils.